# Žirovnica, Sevnica
Žirovnica je naselje v Občini Sevnica.